# 103 av. J.-C.
Cette page concerne l'année 103 av. J.-C. du calendrier julien proleptique.

## Événements
- 15 octobre 104 av. J.-C. (1er janvier 651 du calendrier romain) : début à Rome du consulat de Lucius Aurelius Orestes et Caius Marius (pour la troisième fois)[1].
  - Loi agraire de Saturninus, tribun de la plèbe, concernant les vétérans après leur licenciement. Les soldats démobilisés reçoivent des lots de terre en Afrique[2].
  - Loi judiciaire de Saturninus. Elle chasse à nouveau les sénateurs des tribunaux au profit de l'ordre équestre et institue une nouvelle cour criminelle, la quaestio de maiestate pour juger tout magistrat « coupable d'avoir attenté aux droits du peuple »[3].
- Hiver 103-102 av. J.-C. : Marius fait creuser un canal qui relie le Rhône au golfe de Fos[1].

- Une armée de 17 000 Romains conduite par le préteur Licinius Lucullus débarque en Sicile pour réprimer une révolte d'esclaves. Il gagne une bataille où sont tués 20000 esclaves, mais est rappelé à Rome et les rescapés parviennent à se réfugier à Triocala qui est assiégée sans succès[4].
- Début du règne d'Alexandre Jannée, roi de Judée (fin en 76 av. J.-C.)[5].

## Naissances en 103 av. J.-C.
- Marcus Tullius Tiro, secrétaire de Cicéron.

## Décès
- Lucilius, poète satirique latin, ami de Scipion Émilien (né en 180 av. J.-C.).